# مورلی (میزوری)
مورلی (به انگلیسی: Morley) یک شهر در ایالات متحده آمریکا است که در شهرستان اسکات، میزوری واقع شده‌است. مورلی ۲٫۰۷ کیلومتر مربع مساحت و ۶۹۷ نفر جمعیت دارد و ۱۰۵ متر بالاتر از سطح دریا واقع شده‌است.